# Svedmyraskogen

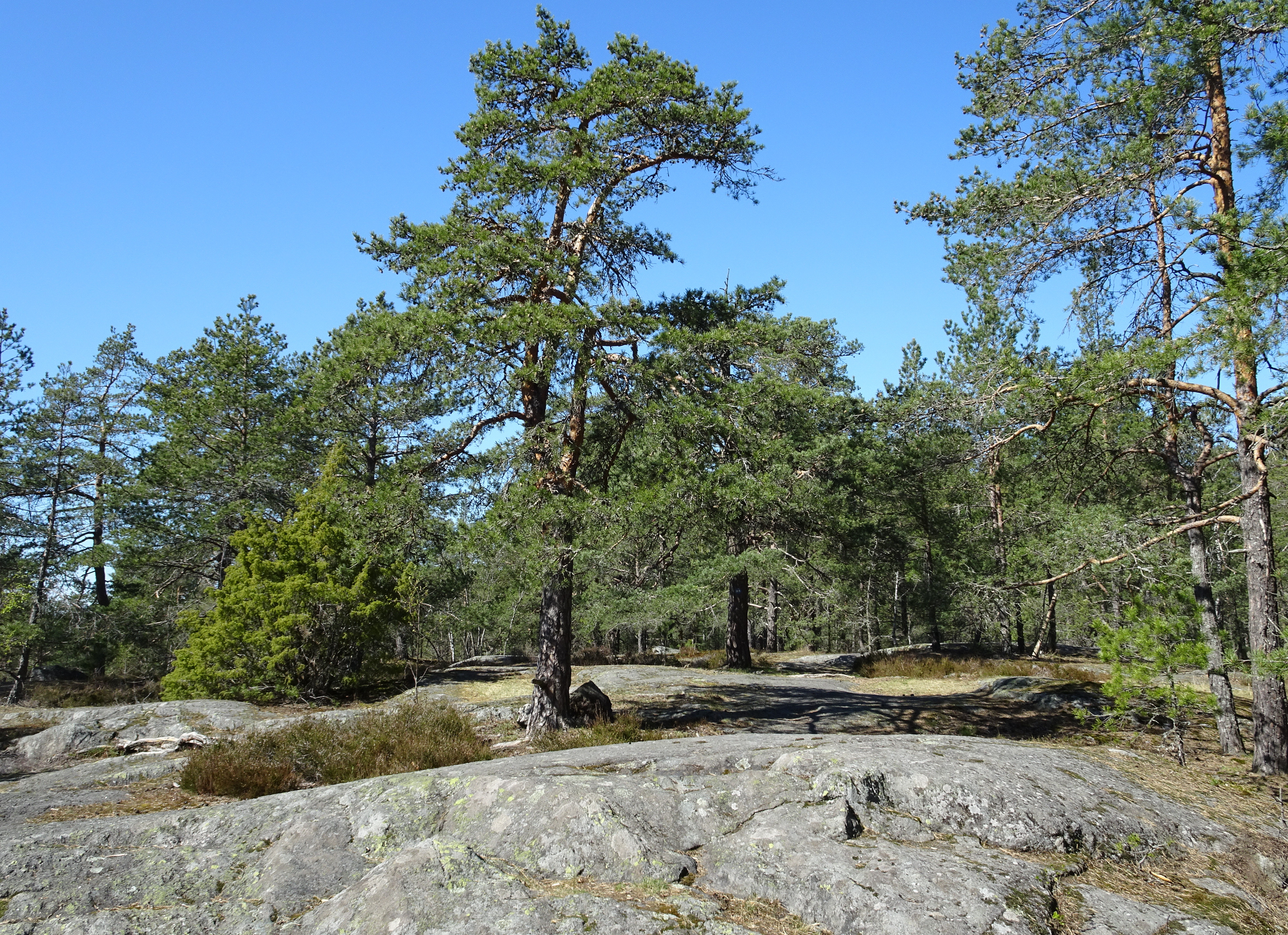
Svedmyraskogens karga bergsryggar, april 2020.

Svedmyraskogen är ett skogsområde som sträcker sig in i stadsdelarna Svedmyra, Tallkrogen och Gamla Enskede i Söderort, Stockholms kommun. Svedmyraskogen klassas av Stockholms stad som ekologiskt viktigt kärnområde. 

## Geografiskt läge

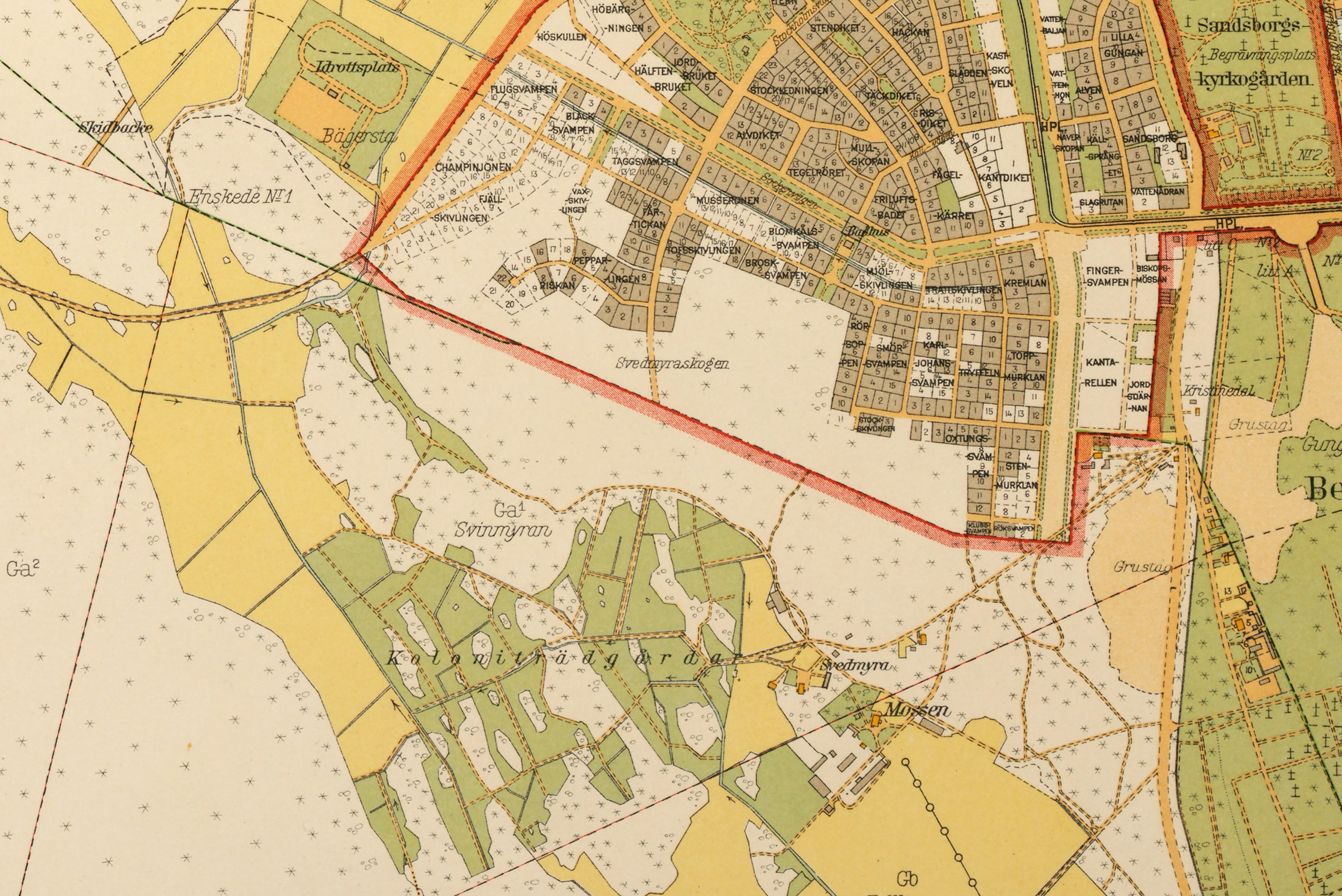
Svedmyraskogen på 1920-talet.

Svedmyraskogen är inget enhetligt sammanhängande skogsområde längre. Vägar och bebyggelse gör att skogen uppsplittrades i olika delar. Den norra delen ingår i Gamla Enskede, en mindre västra del ligger i Svedmyra. Den södra delen sträcker sig in i Tallkrogen med ett mindre avsnört område söder om Morkullsvägen, där Mossens gård ligger och torpet Svedmyra fanns fram till 1930-talet. Torpet gav namn åt både stadsdelen och skogen.

## Beskrivning
Genom Svedmyraskogen sträcker sig flera breda och belysta gång- och cykelvägar. Dessutom finns ett nät av mindre omarkerade stigar. Skogens topografi karakteriseras av flera kullar med höjd mellan 40 och 50 meter över havet. På den högsta kullen, belägen i sydöstra delen, uppfördes 1957 Tallkrogens vattenreservoar. Vegetationen domineras av hällemarkstallskog som växer på de karga bergsryggar.
År 2016 utredde Stockholms stad möjligheten att ge byggrätt för uppförande av omkring 50 hyreslägenheter i Svedmyraskogen. Året därpå beslutade exploateringskontoret att inte ge några markanvisningar i Svedmyraskogen. Numera anser staden att skogen en viktig del av Stockholms ekologiska infrastruktur som är i första hand sammanlänkad med Hemskogen i nordväst och Majroskogen i söder.

### Bilder, skogen

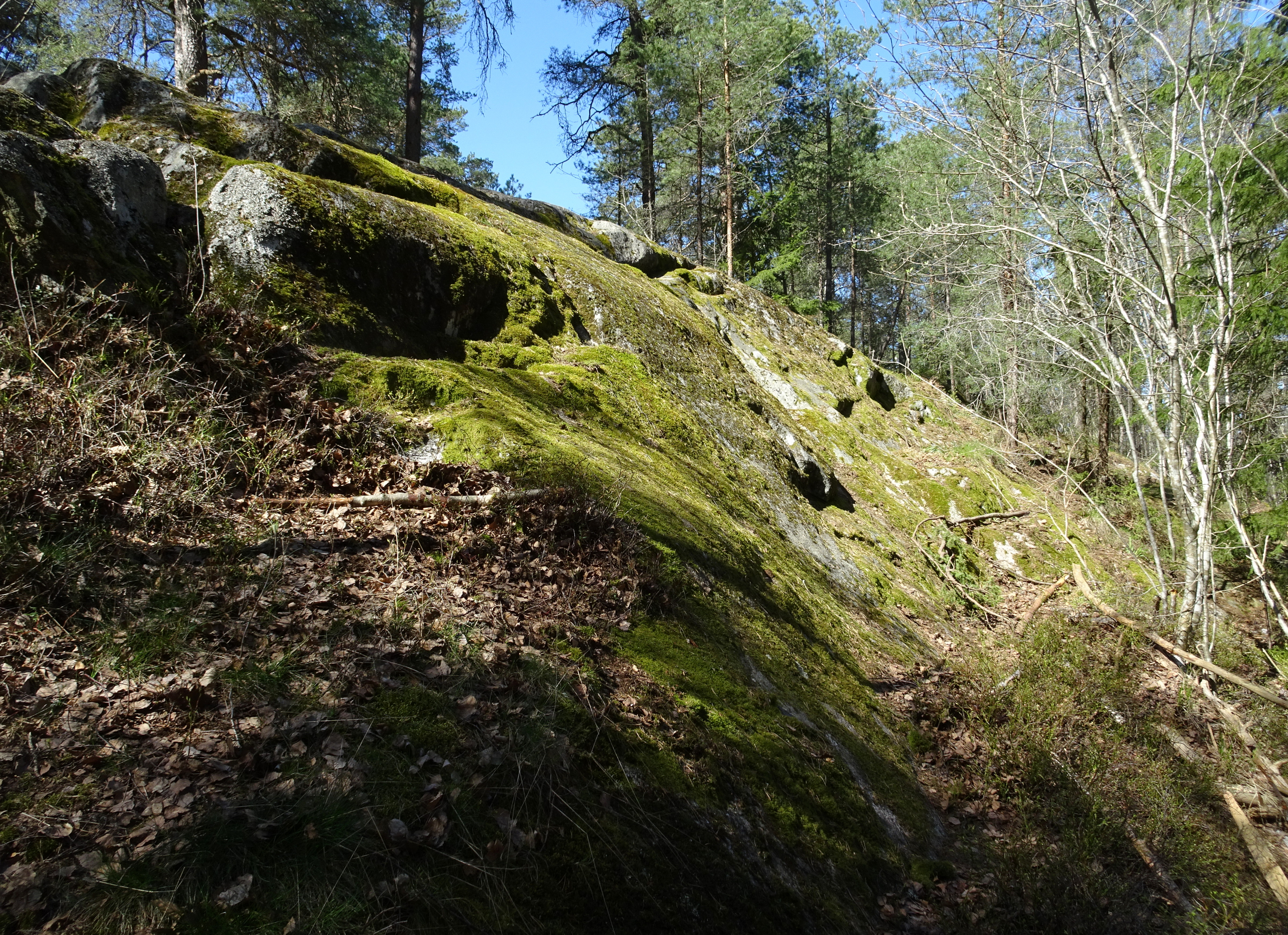
Mossklädda klippor.
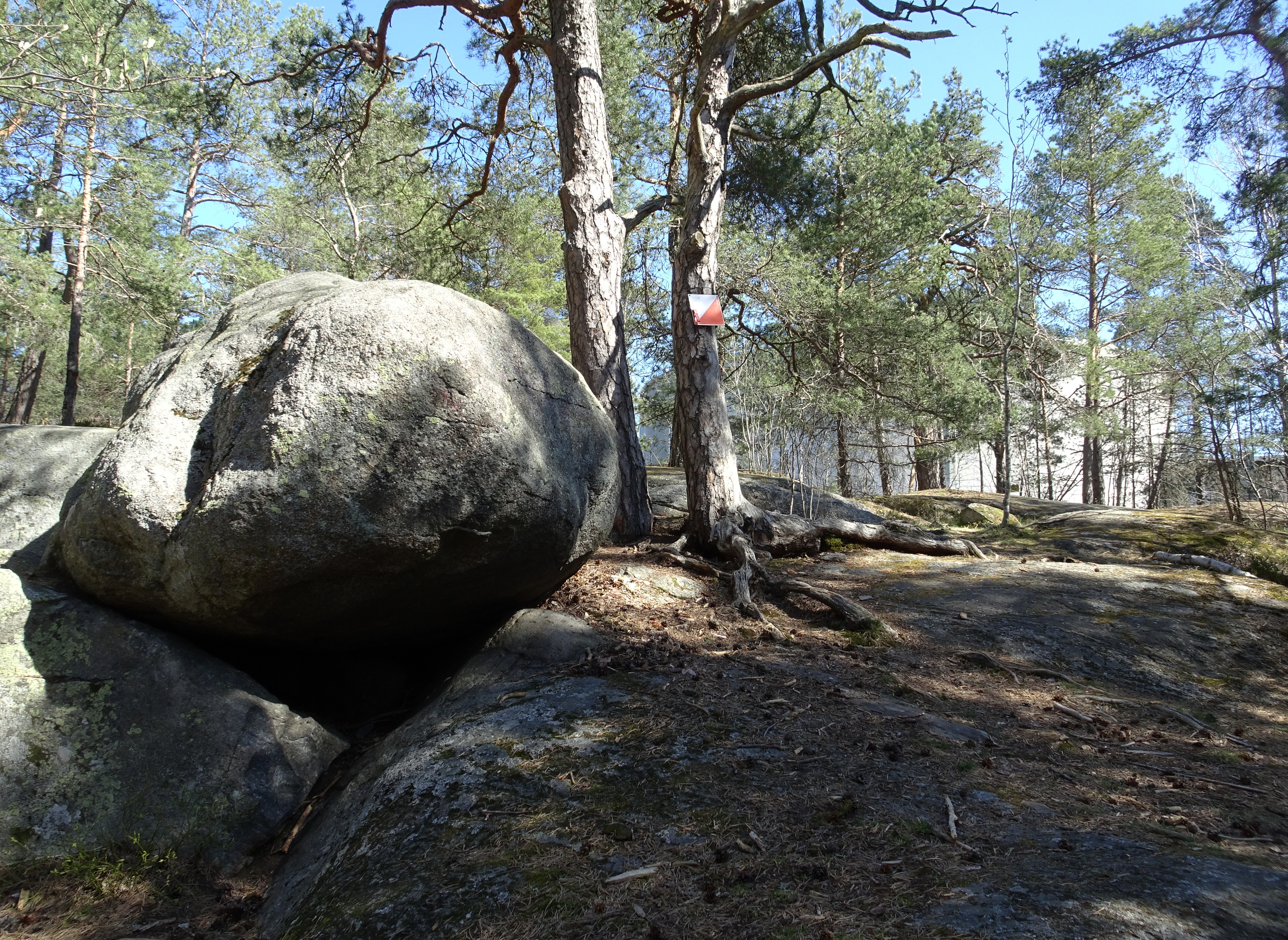
Flyttblock  med vattenreservoaren i bakgrunden.
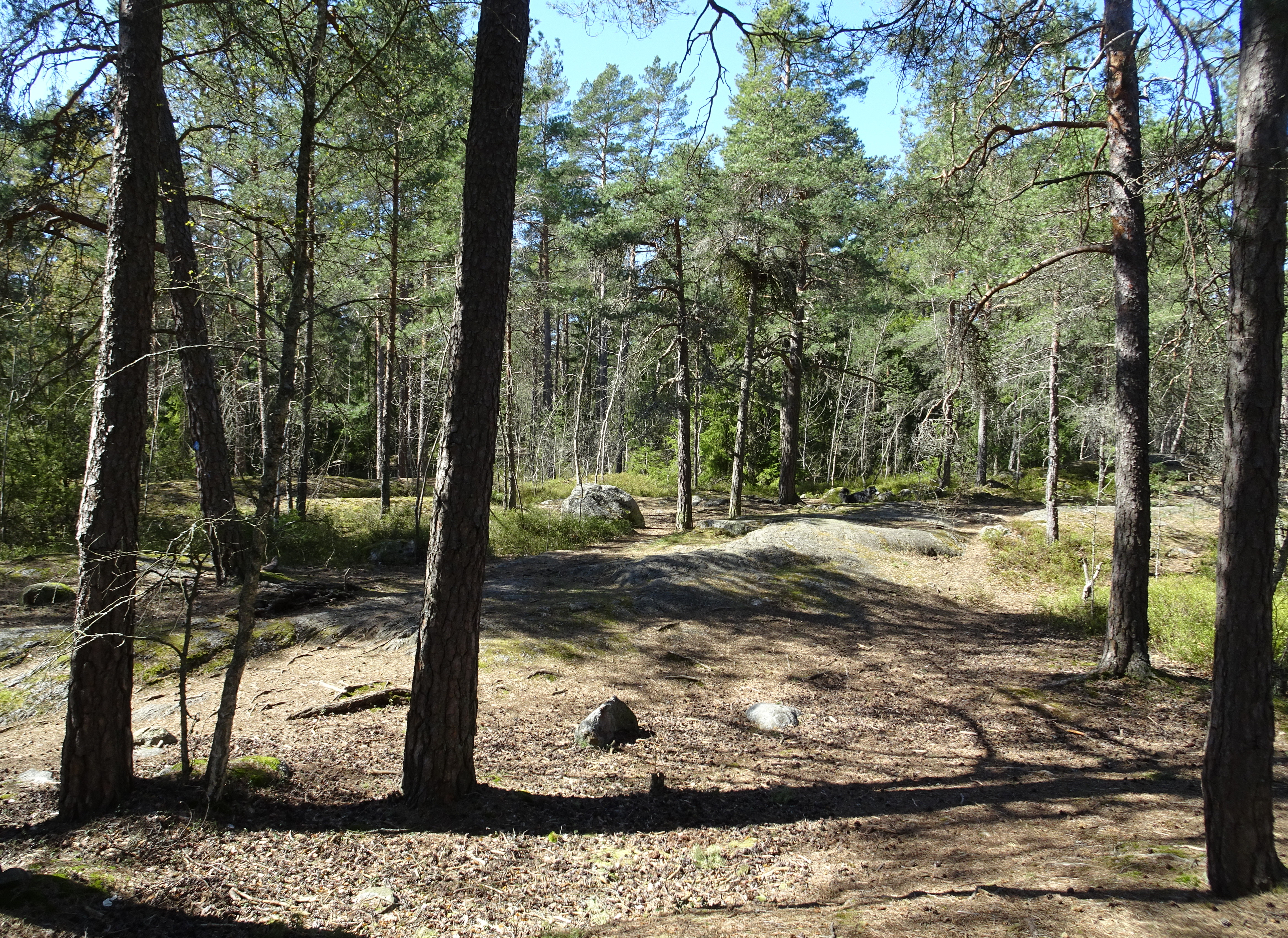
Hällemarksskogen.
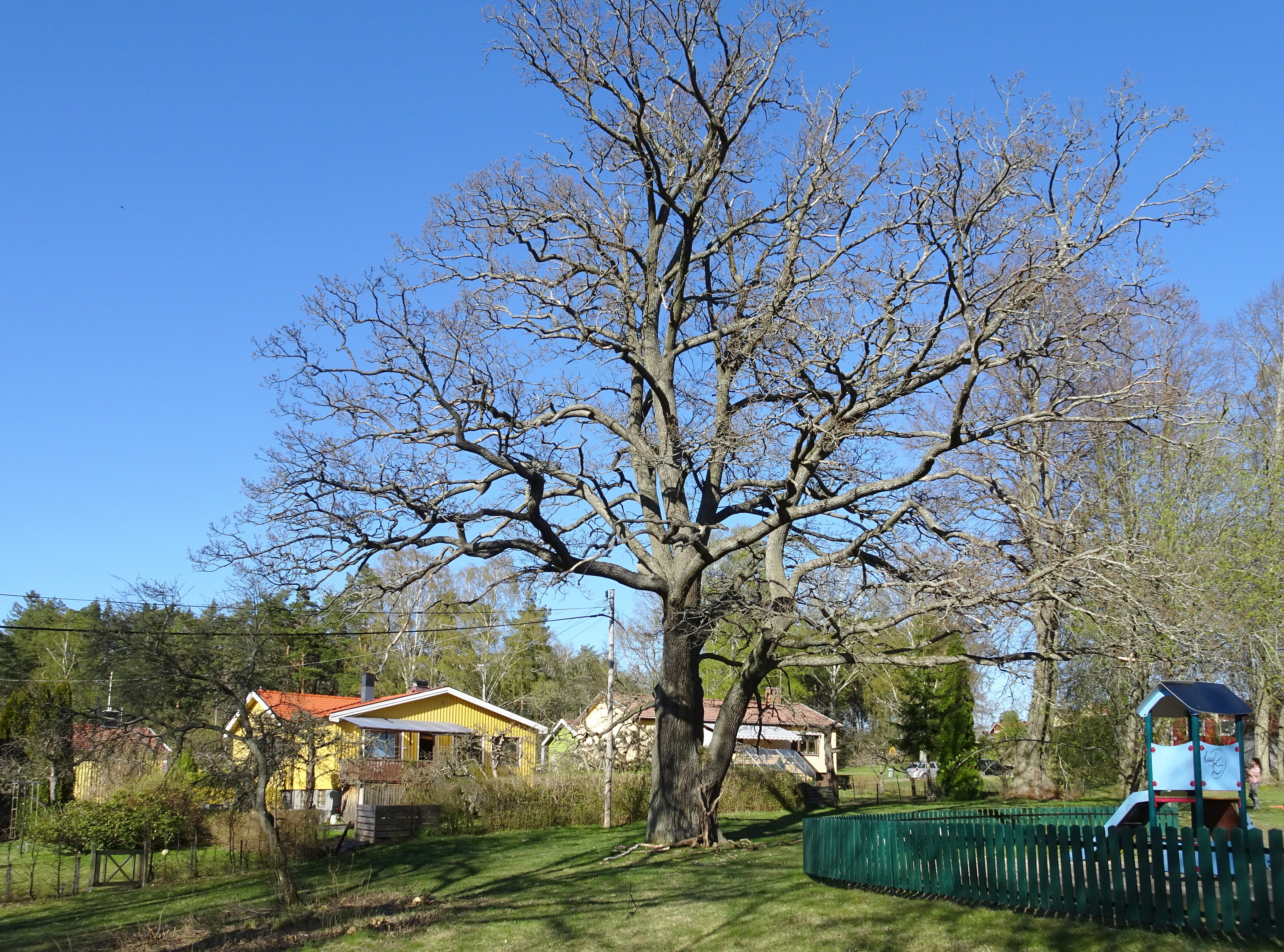
Platsen för Svedmyratorpet är en del av Svedmyraskogen.

### Naturlekplatser
I skogens södra del anlades mellan åren 2018 och 2019 tre naturlekplatser, där förskolebarn i området skall kunna lära sig mer om naturen. De tre lekplatserna ligger i anslutning till parkvägar för att vara lätt tillgängliga även för personer med funktionsvariationer. Bland annat finns kojor och byggmaterial för att skapa en egen koja har ställts ut. En av lekplatserna har utrustats med en gigantisk flygmyra och myrägg som är utförda i betong och går att klättra på. Temat "myra" skall anknyta till efterleden myra i ortnamnet Svedmyra. Mera troligt är att myra i det här sammanhanget härrör från myr i bestämd form som förekommer i flera ortnamn söder om Stockholm, exempelvis torpet Hackmyra vid sjön Trehörningen i Huddinge socken.

### Bilder, naturlekplatsen

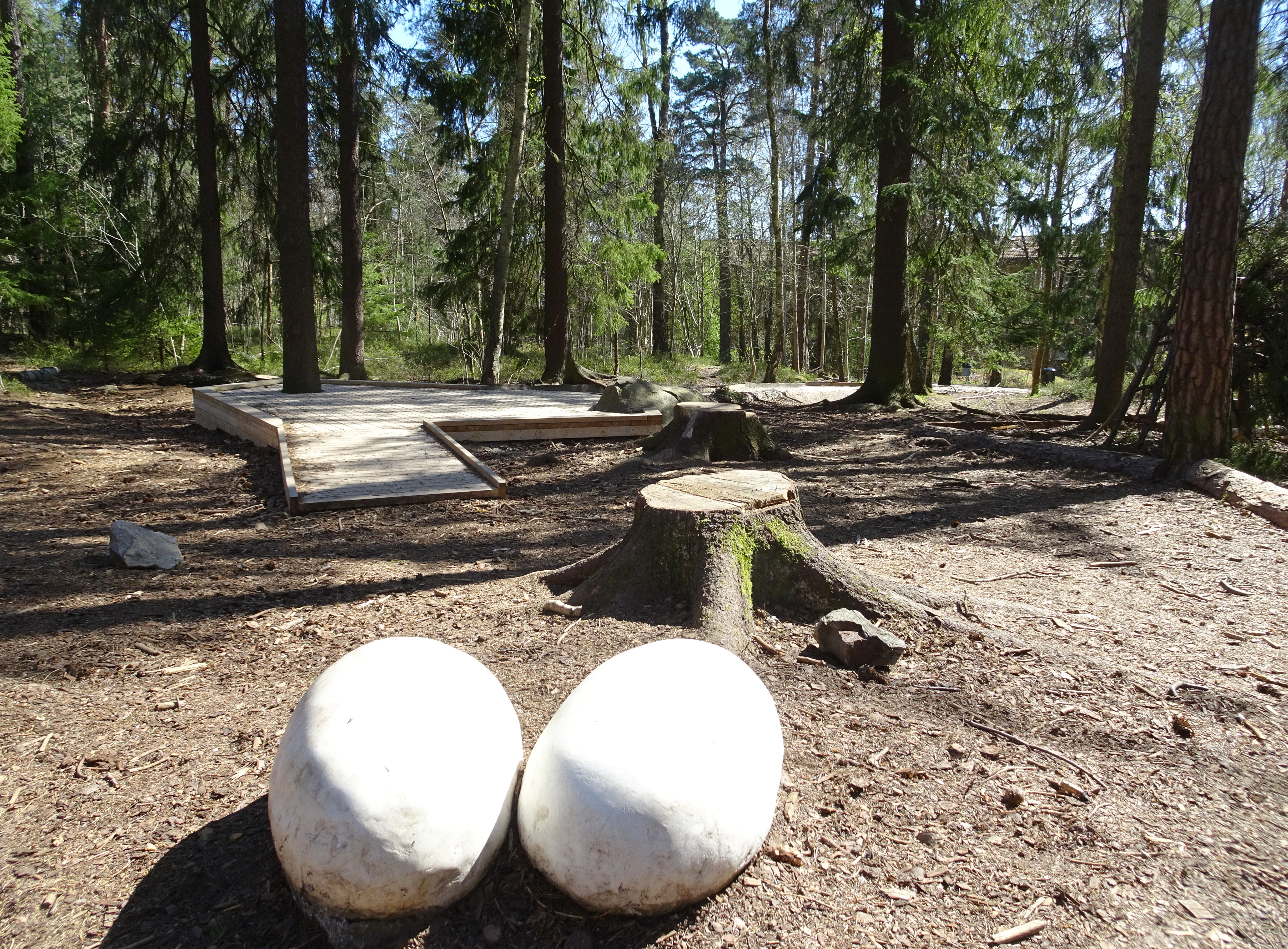
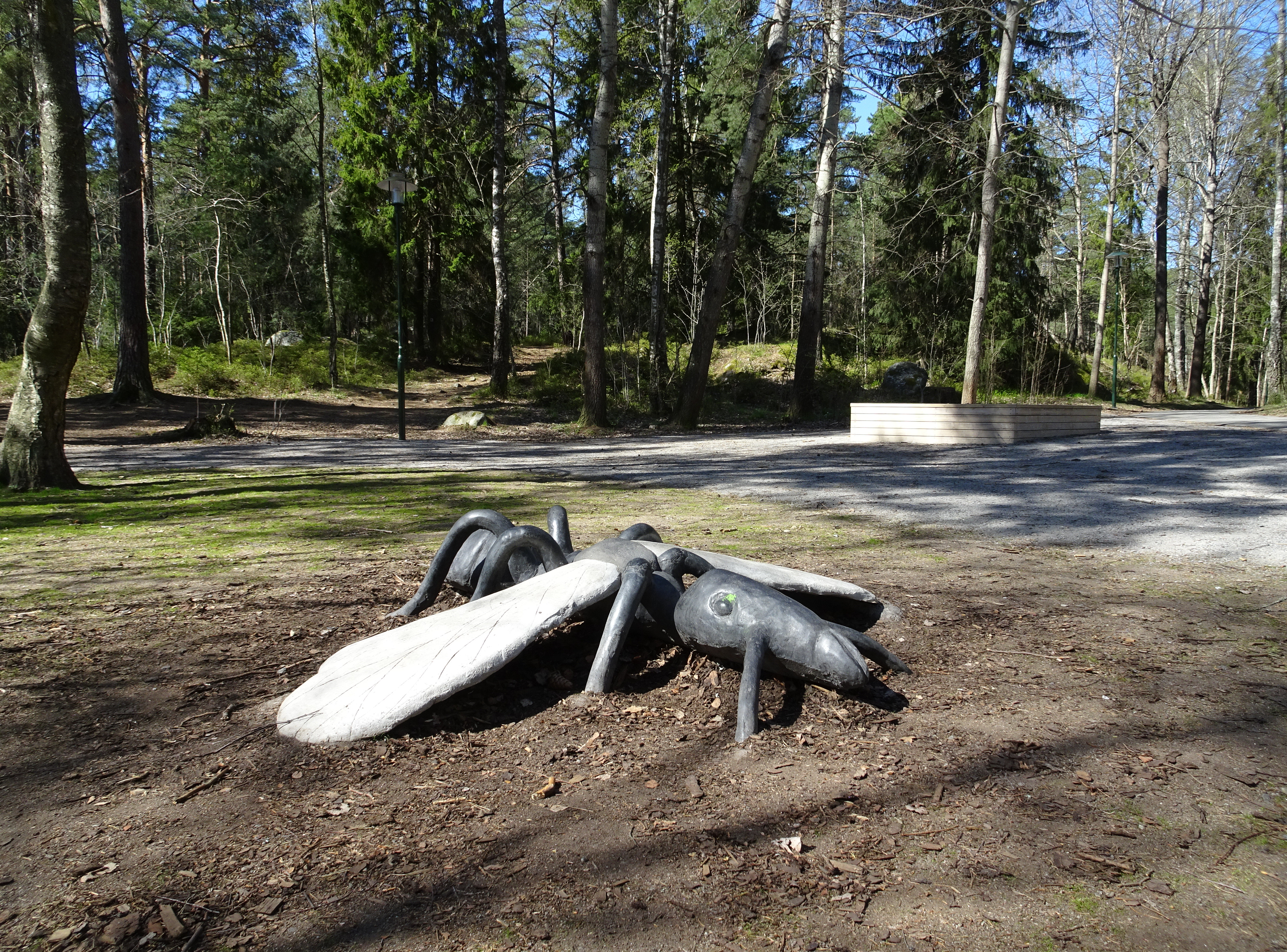
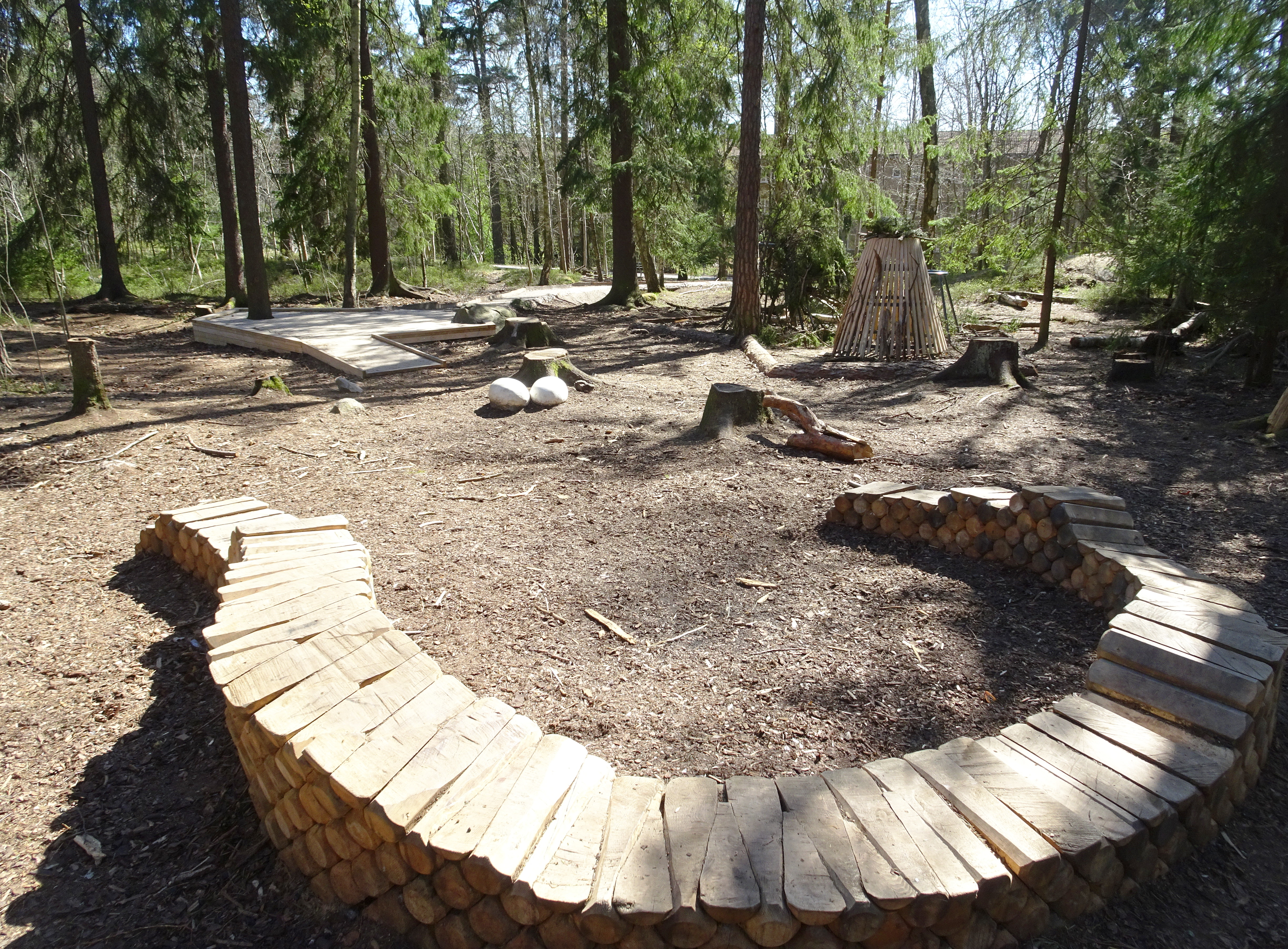
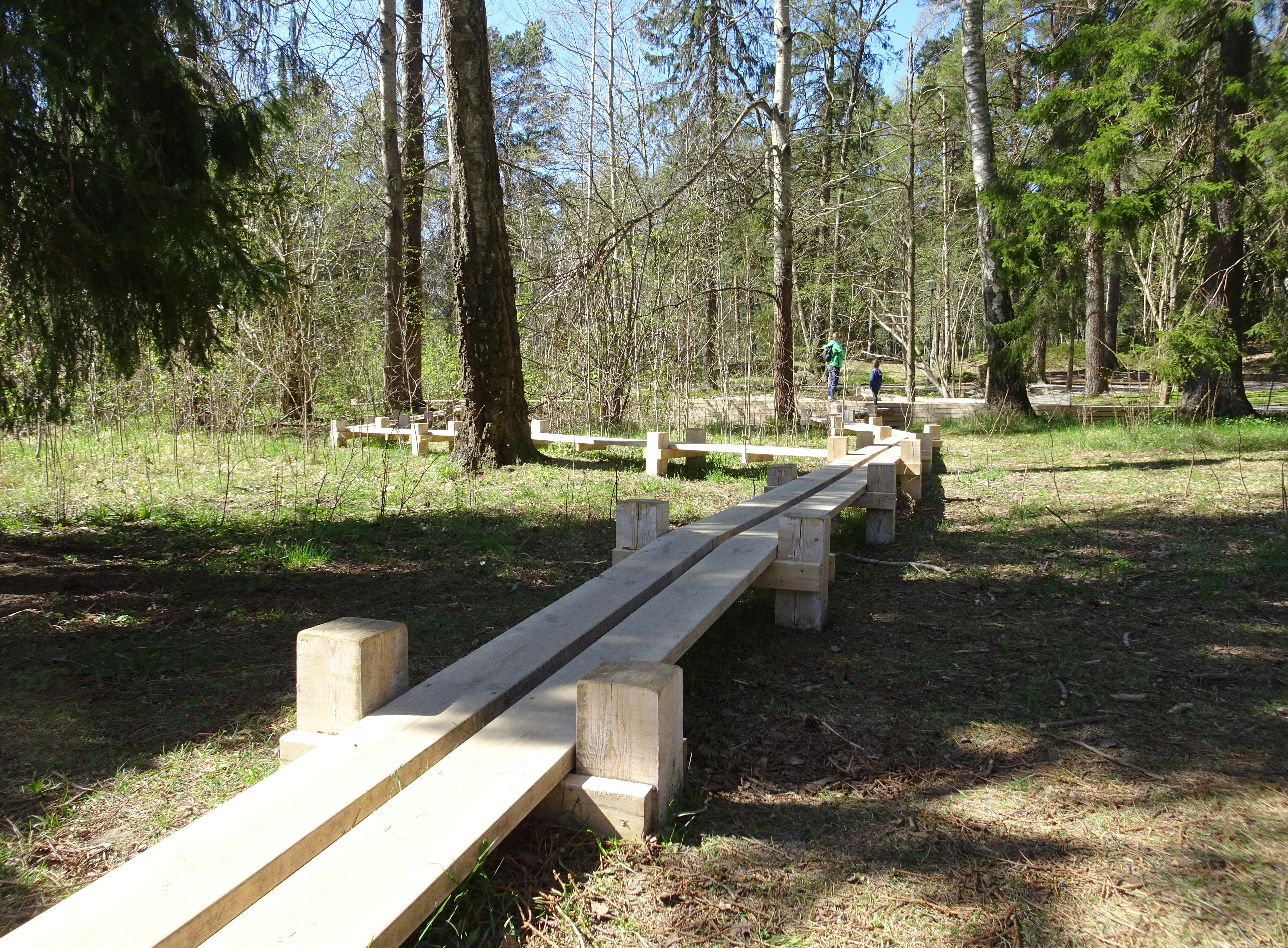

## Andra stadsnära skogar i Söderort
- Fagersjöskogen
- Hemskogen
- Majroskogen
- Solbergaskogen
- Sätraskogen
- Årstaskogen
- Älvsjöskogen